# روزی که دلقک گریست
روزی که دلقک گریست (انگلیسی: The Day the Clown Cried) یک فیلم کمدی به کارگردانی جری لوئیس است. از بازیگران آن می‌توان به هاریت آندرشون و جری لوئیس اشاره کرد.
جری لوئیس، در سال ۱۹۷۲ این فیلم را که دربارهٔ هولوکاست کارگردانی نمود. ماجرای ساخت فیلم به قدری جنجالی شد که وی تصمیم گرفت آن فیلم به نمایش درنیاید. برای دهه‌ها علاقه‌مندان به سینما و منتقدان دربارهٔ این فیلم گمانه زنی می‌کردند. اما سرانجام در سال ۲۰۱۶ عکس‌هایی از صحنه‌های این فیلم منتشر شد.
فیلم «روزی که دلقک گریست» در طول دهه‌ها به‌دلیل موضوع بحث‌برانگیزش و همچنین به‌عنوان یکی از نمونه‌های مشهور فیلم‌های ناتمام، شهرت و هاله‌ای از رمزآلودگی به‌دست آورده‌ است. جری لوئیس بارها تأکید کرده بود که این فیلم هرگز منتشر نخواهد شد، اما در سال ۲۰۱۵ نسخه‌ای ناقص از آن را به کتابخانه کنگره اهدا کرد، با این شرط که تا پیش از ژوئن ۲۰۲۴ در دسترس عموم قرار نگیرد. چند مستند، بخش‌هایی از این فیلم را به نمایش گذاشته‌اند.
در اوت ۲۰۲۴، تمامی پنج ساعت از تصاویر موجود فیلم در کتابخانه کنگره برای خبرنگار «بنجامین چارلز ژرمن لی» پخش شد. او در گزارشی تأیید کرد که آنچه در اختیار کتابخانه است تکه‌تکه و ناقص است و هیچ نسخهٔ کامل و تمام‌شده‌ای در این مجموعه وجود ندارد.
در تاریخ ۲۸ مهٔ ۲۰۲۵، مجلهٔ سوئدی آیکن مگزین و بخش فرهنگی شبکهٔ اس‌وی‌تی با عنوان خبرهای فرهنگی افشا کردند که بازیگر سوئدی هانس کریسپین نسخه‌ای کامل از نسخهٔ کاری (workprint) این فیلم را در اختیار دارد. او در سال ۱۹۸۰ زمانی که در اروپافیلم کار می‌کرد، هشت بخش سوئدی فیلم را ربوده و نسخه‌برداری کرده بود. در سال ۱۹۹۰ نیز یکی از همکاران پیشینش، نسخه‌ای از بخش ابتدایی فرانسوی فیلم را به‌طور غیرمنتظره به او هدیه داد و بدین ترتیب فیلم کامل شد. کریسپین این فیلم را به خبرنگاران نشان داد تا صحت ادعایش را ثابت کند.

## داستان
هلموت دورک، دلقکی آلمانی و شکست‌خورده است که در آغاز جنگ جهانی دوم و همزمان با هولوکاست در یک سیرک کار می‌کند. او زمانی هنرمندی مشهور بوده که در آمریکای شمالی و اروپا با برادران رینگلینگ سفر می‌کرد، اما اکنون دوران شکوهش گذشته و احترام چندانی ندارد. پس از آن‌که در یکی از اجراها حادثه‌ای پیش می‌آورد، دلقک ارشد سیرک صاحب سیرک را متقاعد می‌کند که او را تنزل مقام دهد. هلموت در بازگشت به خانه، مشکلاتش را با همسرش آدا در میان می‌گذارد و او به او دلگرمی می‌دهد که از خود دفاع کند. اما پس از بازگشت به سیرک، هلموت به‌طور اتفاقی می‌شنود که صاحب سیرک تصمیم دارد پس از اولتیماتوم دلقک ارشد، او را اخراج کند. اندکی بعد، مأموران گشتاپو و اس‌اس، هلموت را به‌دلیل مستی و تمسخر آدولف هیتلر در یک میخانه بازداشت می‌کنند. پس از بازجویی در مقر گشتاپو، او را به اردوگاه زندانیان سیاسی می‌فرستند و به مدت سه تا چهار سال در آنجا زندانی می‌ماند، با امید به این‌که دادگاهی برگزار شود و بتواند از خود دفاع کند.
او تلاش می‌کند با فخر فروختن به شهرت سابقش در دلقکی، در میان زندانیان وجهه‌اش را حفظ کند. تنها دوستش در زندان، مردی آلمانی و خوش‌قلب به نام یوهان کلتنر است که دلیل بازداشتش هیچ‌گاه مشخص نمی‌شود، اما به‌نظر می‌رسد به‌خاطر مخالفت آشکارش با نازی‌ها باشد. مدتی بعد، گروه بزرگی از یهودیان، از جمله کودکان، به اردوگاه آورده می‌شوند. زندانیان، دورک را تحریک می‌کنند که برایشان نمایش اجرا کند، اما او متوجه نیست که اجرای ضعیفی دارد. در نهایت زندانیان او را کتک می‌زنند و در حیاط رهایش می‌کنند. او ناگهان گروهی از کودکان یهودی را در سوی دیگر اردوگاه می‌بیند که به او می‌خندند. شاد از این‌که بار دیگر مخاطبی دارد، برایشان اجرا می‌کند و برای مدتی، حضار خود را پیدا می‌کند، تا آن‌که فرماندهٔ جدید اردوگاه دستور توقف اجرای او را می‌دهد.
هلموت درمی‌یابد که ارتباط با زندانیان یهودی ممنوع است. اما دلش نمی‌آید کودکان را غمگین بگذارد و به اجرای نمایش برای آن‌ها ادامه می‌دهد. نگهبانان اس‌اس یکی از اجراهای او را به هم می‌زنند، او را بیهوش می‌کنند و به کودکان هشدار می‌دهند که به حصار سیم‌خاردار نزدیک نشوند. یوهان کلتنر که وحشت‌زده است، به یکی از نگهبانان حمله می‌کند، اما به‌سرعت گیر می‌افتد و تا سر حد مرگ کتک می‌خورد. دورک به حبس انفرادی فرستاده می‌شود. فرماندهٔ اردوگاه که حالا در او کاربردی یافته، دستور می‌دهد او در بارگیری کودکان یهودی برای انتقال با قطار به بیرون اردوگاه همکاری کند، با وعده‌ای مبنی بر بررسی دوبارهٔ پرونده‌اش. اما به‌طور تصادفی، او همراه با کودکان سوار واگن قطار می‌شود که مقصدش اردوگاه آشویتس است. در نهایت، از او به شیوه‌ای مشابه فلوت‌زن هاملین استفاده می‌شود تا کودکان یهودی را به سوی مرگ در اتاق گاز هدایت کند.
با آگاهی از ترسی که در دل کودکان است، از نگهبانان خواهش می‌کند که بگذارند آخرین لحظات عمرشان را با او سپری کنند. در حالی که آن‌ها را به سوی «حمام» هدایت می‌کند، به‌شدت در انتظار معجزه‌ای است — اما معجزه‌ای در کار نیست. از شدت اندوه، تصمیم می‌گیرد همراه آن‌ها بماند. دست دختربچه‌ای را می‌گیرد و با کودکان وارد اتاق گاز می‌شود.